# Santa Margarita, Veracruz
Santa Margarita är en ort i Mexiko.   Den ligger i kommunen Misantla och delstaten Veracruz, i den sydöstra delen av landet, 250 km öster om huvudstaden Mexico City. Santa Margarita ligger 474 meter över havet och antalet invånare är 284.
Terrängen runt Santa Margarita är huvudsakligen kuperad, men söderut är den bergig. Terrängen runt Santa Margarita sluttar norrut. Runt Santa Margarita är det ganska tätbefolkat, med 166 invånare per kvadratkilometer. Närmaste större samhälle är Misantla, 4,0 km väster om Santa Margarita. Omgivningarna runt Santa Margarita är en mosaik av jordbruksmark och naturlig växtlighet.